# 世界幽浮日
世界幽浮日（英語：World UFO Day）是一個非官方的紀念日，定於7月2日。世界各地間的幽浮迷會在當日舉辦各種紀念活動。這一紀念日最早由土耳其天狼星UFO太空科學研究中心的創辦人和主席海克潭·阿克多甘所發起，定在7月2日的原因是為了紀念1947年當日所發生的羅斯威爾飛碟墜毀事件。
早期，一年中有兩天世界幽浮日，一個是7月2日；另一個是6月24日，即1947年肯尼士·阿諾德目擊飛碟的當日。世界幽浮日組織為避免混淆，統一將世界幽浮日定在7月2日。

## 外部連結
- 世界幽浮日組織 （页面存档备份，存于）（英文）